# 布爾尚卡河
50°19′06″N 13°36′34″E / 50.3184°N 13.6094°E

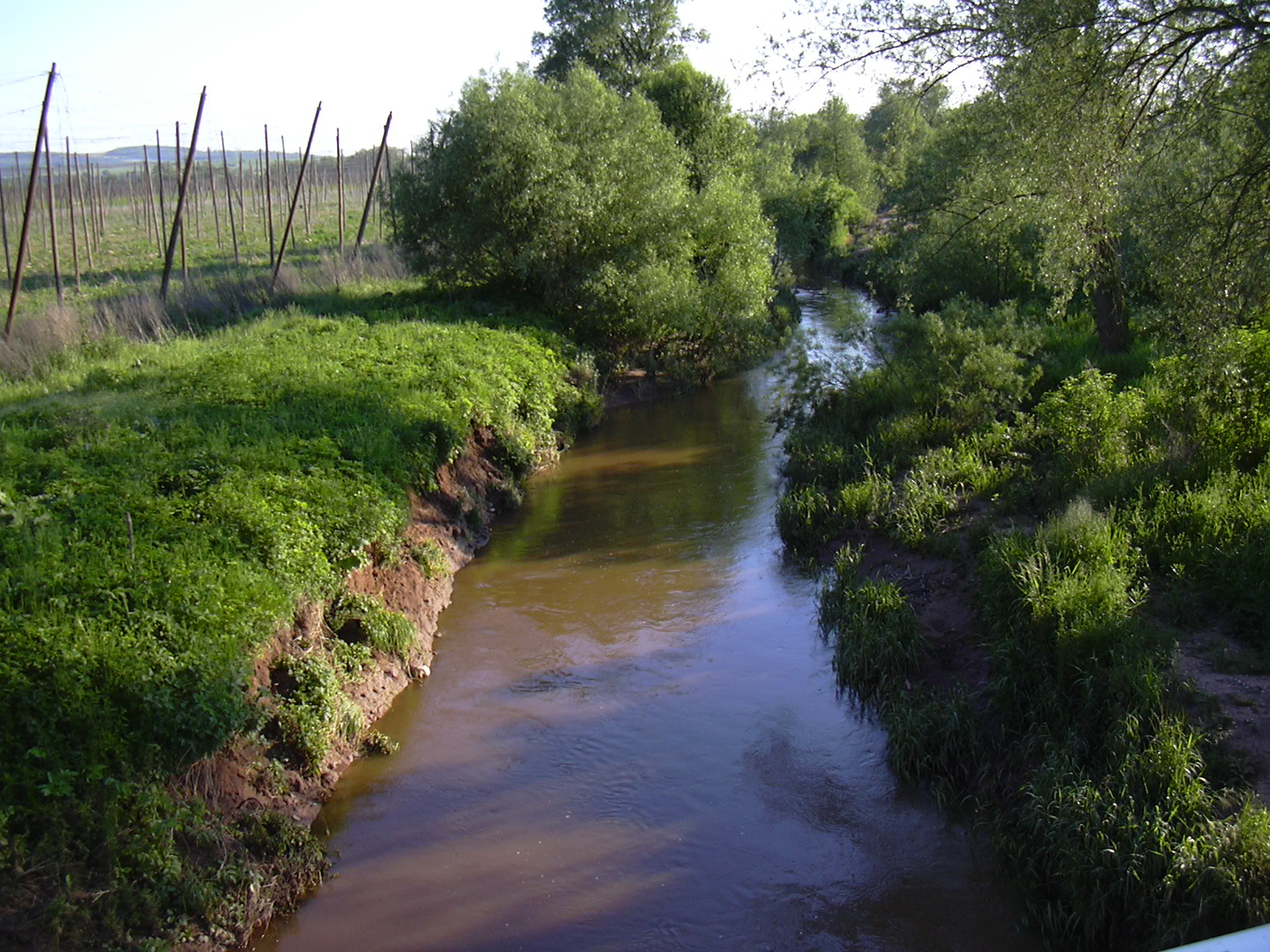

布爾尚卡河是捷克的河流，位於該國西北部，處於烏斯季州，屬於奧赫熱河的右支流，河道全長51公里，流域面積483平方公里，河口處在扎泰茨。